# Allyre Sirois
Pour les articles homonymes, voir Sirois.
Allyre Sirois, né le 2 août 1923 à Vonda et mort le 8 septembre 2012 à Saskatoon, est un juge canadien, qui fut, pendant la Seconde Guerre mondiale, agent secret du Special Operations Executive (SOE). Envoyé en France occupée comme opérateur radio sous le nom de guerre de « Gustave », il émit depuis Angoulême et déclencha 24 parachutages d'armes et le bombardement d'Angoulême.

## Biographie

### Premières années
Allyre Sirois naît le 25 août 1923 à Vonda (Saskatchewan, Canada). Il fait ses études élémentaires à Vonda. En 1937-38, il poursuit sa formation au Saint Antnony’s College à Edmonton ; puis en 1940-41 au Radio College of Canada à Toronto.

### Seconde Guerre mondiale

#### 1941
Le 1er décembre, il s’engage dans le corps des signaleurs de l’armée canadienne, à Toronto. 

#### 1942
En janvier et février, il suit l’entraînement de base au camp Borden. Début mars, son groupe est transféré à Vimy Barracks, près de Kingston (Ontario). Fin juillet, l’entraînement de signaleur militaire est terminé. Destiné à faire partie de la section no 2 S.W. type « B », le groupe est envoyé en Angleterre : le convoi de 90 000 hommes traverse l’Atlantique, de Halifax (9 août), à Glasgow (18 août).

#### 1943
Le 12 mai, alors que sa section est logée dans un château près de Cobham (Surrey), il est interrogé par Maurice Buckmaster et Georges Bégué sur sa connaissance du français et sa rapidité de frappe dans cette langue. Fin juillet, lors d’une autre entrevue à l’hôtel Victoria, il reçoit la proposition d’être envoyé en territoire occupé en préparation du débarquement. Il accepte. Détaché au Special Operations Executive (SOE), il est appelé à Londres le 17 septembre, est reçu à Orchard  Court par Denis Rake, et, le 22 septembre, part pour l'entraînement spécial d’agent secret
Programme d’entraînement suivi par Allyre Sirois dans les Special Training Schools :
• mise en évidence des qualités personnelles à Wanborough Manor (STS 5, près de Guildford) : techniques d’assaut, code morse, manœuvres, fouilles de maisons, entrevues avec des psychiatres, etc. ; durée quatre ou cinq jours ;
• entraînement de commando (paramilitaire), au château Morar (STS 23, Meoble Lodge, sur l’Isle of Skye, Écosse) : tactiques mineures, étude des cartes, boussoles, explosifs, armes à feu des différents pays d’Europe (pistolets, mortiers, pistolets mitrailleurs, fusils mitrailleurs, poignards), cours d’assaut, culture physique, sports, manœuvres dans les montagnes, exercices de nuit avec des explosifs sur des objectifs, étude du code morse (ce séjour en Écosse s’achève le 31 octobre) ; durée six semaines ;
• entraînement au parachutage, à Wilmslow (STS 51b, près de Manchester, Buckinghamshire) ; durée quatre jours ;
• interrogatoire, à Londres, en vue de déterminer l’orientation pour la suite (organisateur, opérateur radio, saboteur, agent de liaison). Sirois est classé comme opérateur radio ;
• école de TSF, près de Thames (STS 52) : procédure de communication avec Londres, utilisation des nouveaux émetteurs ; la durée normale de trois mois est ramenée à deux mois dans le cas de Sirois, en raison des cours pris au Canada dans la vie civile ; du 11 novembre au 3 janvier ;
• école de sécurité, à Southampton : connaissance des conditions de la vie en France sous l’occupation, exercices d’espionnage et de dépistage en pleine ville (Southampton), exercices de contact (Bournemouth), cambriolages de maisons, interrogatoires musclés par la Gestapo, identification des unités et uniformes de l’armée allemande ; du 10 au 20 janvier.

#### 1944
Le 20 janvier, ayant terminé son entraînement, il rentre à Londres. Le 27, il contracte une pneumonie, qui l’amène à être hospitalisé au Masonic Hospital du 30 janvier au 15 février. Pendant cette période, il reçoit la visite de son futur chef de réseau, Charles Rechenmann, dont il doit devenir l’opérateur radio. Après une semaine de convalescence, il est de retour à Londres le 22 février.
Après une tentative avortée dans la nuit du 1/2 mars, il est parachuté clandestinement, dans la nuit du 2/3 mars, avec Roger Landes, à Marsan (Gers), à 9 km à l’est d’Auch. Ils sont accueillis par un comité de réception dirigé par Arthur (Jacques François Hirsch ?).
Du 3 au 27 mars, il reste à Toulouse, en attendant l’arrivée de Charles Rechenmann. Il loge dans une maison sûre tenue par Betty de Saint-Sandyl, située 12 rue Ingres, à un bloc du quartier général de la Gestapo. Pendant cette période, plusieurs agents utilisent aussi cette maison sûre : Hector (Maurice Southgate, chef du réseau STATIONER) ; Rémy ; Jacqueline (Nearne ?), courrier ; Amédée Maingard (radio d’Hector), Jacques (chef de groupe en Corrèze).
Lorsqu’il sont informés de l’arrivée de Charles Rechenmann, Allyre Sirois et Arthur se rendent le 28 mars à Tarbes pour le rencontrer et recevoir ses directives, au domicile de la fiancée de Charles, Pilar Alvarez, 16 rue Brauhauban. Charles, qui prévoit d’inspecter préalablement la région d’Angoulême, leur donne rendez-vous à Guéret (Creuse). Ils rentrent à Toulouse. Puis le 31, ils se rendent en train à Guéret, via Brive-la-Gaillarde et Limoges. Le 1er avril, ils s’installent dans une maison refuge, un château situé à Saint-Sulpice-les-Champs et appartenant aux parents d’Arthur. Deux autres membres de la famille, agents de STATIONER, s’y trouvent déjà : Jeannette, courrier, et Pierre, opérateur radio.
Début avril, Allyre Sirois établit les premiers contacts avec Londres depuis Saint-Sulpice-les-Champs, en envoyant trois ou quatre messages pour tenir Londres informé de la situation. Le 17, Charles arrive au château, de retour d’Angoulême, où il a pu constater que la situation est excellente. Le 19 avril, Sirois et Rechenmann quittent Arthur et se rendent en train à Angoulême. Rechenmann installe Sirois chez M. et Mme Pouget, 35 boulevard Alsace-Lorraine, où le poste émetteur peut être installé au premier étage. Pendant trois semaines, Sirois communique avec Londres les messages préparés par Charles et son assistant Raymond, pour assurer plusieurs parachutages d’armes dans la région. Le 10 mai, conformément aux instructions de sécurité reçues, il doit changer régulièrement de base d’émission. Il quitte donc Angoulême pour se réfugier chez Étienne Épaud, près de Brossac. Il y reste 9 jours, sans pouvoir agir en raison des fréquentes coupures de courant. 
Le 18 mai, Sirois apprend deux catastrophes : Rechenman a été arrêté le 16 au café du Cheval de Bronze à Angoulême, en compagnie de René Bochereau ; et son adjoint Raymond a été arrêté le 14 sur la route près de Pont-à-Brac. Le 21, il trouve refuge chez Jean Kœnig, 503 rue Monlogis, à Angoulême. puis chez René Dubroce, rue Crouin à Cognac, où il installe son poste émetteur dans le grenier. Une semaine plus tard, les parachutages d’armes peuvent recommencer. Londres demande à Sirois de rester sur place et d’attendre l’arrivée d’un autre chef de réseau. Après deux semaines chez René Dubroce, Sirois déménage chez Arodeau, un vieux pêcheur qui habite aux Boivins, petit village situé au bord de la Charente, puis chez Marcel et Thérèse Sorin, au château de Salignac-de-Pons, puis, à partir du 11 juillet, au village aux Boisins, au sud du camp d’aviation de Cognac, chez la famille Andron, puis à partir du 23 juillet, à La Simarde, chez Jean Kœnig.
Le 10 août, le nouveau chef de réseau envoyé de Londres arrive enfin : c’est Charles Corbin, pseudo « Allyre », chef du réseau Allyre-CARVER. Corbin lui présente un ancien signaleur de l’armée française, qu’il commence à entraîner et qui est accepté par Londres. Le 18 août, ils se déplacent à Trotterenard, chez la famille Blanchard. De son côté, Charles Corbin combat les Allemands au nord d’Angoulême ; le soir du 31 août commence l’attaque de la ville, qui est libérée en quelques heures. Le 1er septembre, Allyre Sirois endosse son uniforme, se rend à Angoulême en liesse et retrouve les Pouget, chez qui il émet le message annonçant la libération de la ville, nouvelle qui sera diffusée à la BBC le lendemain. Le 24 septembre, Allyre Sirois et Charles Corbin quittent Angoulême pour Paris. Trois jours après, ils rentrent à Londres.

### Achèvement des études
- 1948. Il obtient son baccalauréat ès Arts. Le 14 septembre, il épouse Madeline Ehman.
- 1950. Il obtient sa licence en Droit.
- 1951. Après un stage chez Culliston & MacLean, de Gravelbourg, il est reçu au barreau.

### Carrière de juge
- 1951-1964. Il exerce le droit à Gravelbourg.
- 1963-1964. Il est Président de Association culturelle franco-canadienne de la Saskatchewan
- 1964-1998. Il est juge de la Cour du Banc de la Reine de Saskatoon.
- 1983. Il préside le procès Mercure, défendu avec succès par Me Roger Lepage de Régina devant la Cour suprême du Canada.
- 1984. Il préside à Gravelbourg le procès Tremblay, premier procès tenu entièrement en français en Saskatchewan.
- 1985. En mars, il est nommé à la Cour Martiale d’Appel.
- 1998. Il prend sa retraite du barreau.
- 2012. Allyre Sirois meurt des suites d’un AVC le 8 septembre 2012 à l’hôpital Saint-Paul de Saskatoon. Ses obsèques sont célébrées le 13 septembre à la Cathedral of the Holy Family. Il est enterré à Vonda, son village natal.

## Publication
Un Canadien derrière les lignes ennemies par le Juge Allyre L. Sirois, Bibliothèque de l’Ouest, collection fransaskoise, série « Gens du pays » (volume no 2), Les Éditions Louis Riel, Coopérative Ltée, Ottawa, 1991 ;  (ISBN 2-921385-00-7),  (ISBN 0-920859-20-8).

## Reconnaissance
- Royaume-Uni : membre de l'Ordre de l'Empire britannique (MBE)
- France : Croix de guerre 1939-1945 (CG) avec palmes.
- Ville d'Angoulême : Médaille de la Ville d'Angoulême et Diplôme d'honneur de la Ville d'Angoulême.

## Identités
- État civil : Allyre Louis Joseph Sirois
- Comme agent du SOE, section F :
  - Nom de guerre (field name) : « Gustave »
  - Nom de code opérationnel : SATYR (en français SATYRE)
  - Nom de code du Plan, pour la centrale radio : SINGLET
  - Faux papiers : André Louis Sirois, né le 25 août 1917 à Saint-Prix (Allier) ; ouvrier agricole ; dom. : 1°) [Permis de séjour] 16 rue Beauparlant, Vichy ; 2°) [Carte d’identité] 45, chemin de la Brauderie, Châteauroux ; 1,74 m., cheveux blonds, yeux bleus.

## Famille
- Son père : Paul Émile Sirois
- Sa mère : Bertha Pion
- Sa femme : Madeline (Ehman) (morte en 1980)
- Ses enfants : Valérie, Richard, Guy, Marianne, Lisa et Norman.

## Sources et liens externes
- Fiche Sirois, Allyre Louis Joseph, avec photographies sur le site Special Forces Roll of Honour.
- Documentaire Allyre Sirois, opérateur radio, journaliste Guy Gendron, réalisatrice Louise Lemelin, Radio-Canada, diffusé le 26 mai 1994. Dans ce documentaire historique, outre Allyre Sirois lui-même, interviennent notamment Vera Atkins et Roger Landes, également du SOE.
- Libre Résistance, bulletin d’information et de liaison, anciens des Réseaux de la Section F du S.O.E. (Special Operations Executive), réseaux BUCKMASTER, numéro 35, 1er trimestre 2013, page 7.
- Nécrologie/Obituaries :
  - The Regina Leader-Post from September 11 to September 12, 2012
  - radio Canada, 13 septembre 2012